# Боротьба на літніх Олімпійських іграх 2016 — кваліфікація
У цій статті представлено подробиці кваліфікаційного відбору на змагання з боротьби на літніх Олімпійських іграх 2016. Загалом у змаганнях взяли участь 344 спортсмени з різних країн; кожна країна могла представити не більш як 18 спортсменів (по одному в кожній дисципліні).
Чотири місця були зарезервовані для країни-господарки, Бразилії, й чотири розподілено за запрошенням тристоронньою комісією. Решту місць визначено за підсумками кваліфікаційних змагань, на яких спортсмени завойовували місця для своєї країни.

## Країни, що кваліфікувалися
| Країна                  | Чоловіки | Чоловіки | Чоловіки | Чоловіки | Чоловіки | Чоловіки | Чоловіки      | Чоловіки      | Чоловіки      | Чоловіки      | Чоловіки      | Чоловіки      | Жінки  | Жінки  | Жінки  | Жінки  | Жінки  | Жінки  | Загалом |
| Країна                  | Вільна   | Вільна   | Вільна   | Вільна   | Вільна   | Вільна   | Греко-римська | Греко-римська | Греко-римська | Греко-римська | Греко-римська | Греко-римська | Вільна | Вільна | Вільна | Вільна | Вільна | Вільна | Загалом |
| Країна                  | 57       | 65       | 74       | 86       | 97       | 125      | 59            | 66            | 75            | 85            | 98            | 130           | 48     | 53     | 58     | 63     | 69     | 75     | Загалом |
| ----------------------- | -------- | -------- | -------- | -------- | -------- | -------- | ------------- | ------------- | ------------- | ------------- | ------------- | ------------- | ------ | ------ | ------ | ------ | ------ | ------ | ------- |
| Австралія (AUS)         |          | ×        | ×        |          |          |          |               | ×             |               |               |               | ×             |        |        |        |        |        |        | 4       |
| Азербайджан (AZE)       | ×        | ×        | ×        | ×        | ×        | ×        | ×             | ×             | ×             | ×             |               | ×             | ×      | ×      | ×      |        |        |        | 14      |
| Алжир (ALG)             |          |          |          |          |          |          |               | ×             |               | ×             | ×             |               |        |        |        |        |        |        | 3       |
| Аргентина (ARG)         |          |          |          |          |          |          |               |               |               |               |               |               | ×      |        |        |        |        |        | 1       |
| Вірменія (ARM)          | ×        | ×        |          |          | ×        | ×        |               | ×             | ×             | ×             | ×             |               |        |        |        |        |        |        | 8       |
| Бахрейн (BRN)           |          | ×        |          |          |          |          |               |               |               |               |               |               |        |        |        |        |        |        | 1       |
| Білорусь (BLR)          |          |          |          | ×        |          | ×        | ×             |               |               | ×             | ×             |               |        |        |        | ×      |        | ×      | 7       |
| Болгарія (BUL)          | ×        | ×        | ×        | ×        |          | ×        |               |               | ×             | ×             | ×             |               | ×      |        | ×      | ×      |        |        | 11      |
| Бразилія (BRA)          |          |          |          |          |          |          |               |               |               |               |               | ×             |        |        | ×      | ×      | ×      | ×      | 5       |
| Угорщина (HUN)          |          |          |          | ×        |          | ×        |               | ×             | ×             | ×             | ×             |               |        |        |        | ×      |        | ×      | 8       |
| Венесуела (VEN)         |          |          |          | ×        | ×        |          | ×             | ×             |               |               | ×             | ×             |        | ×      |        |        | ×      | ×      | 9       |
| В'єтнам (VIE)           |          |          |          |          |          |          |               |               |               |               |               |               | ×      | ×      |        |        |        |        | 2       |
| Гаїті (HAI)             |          |          | ×        |          |          |          |               |               |               |               |               |               |        |        |        |        |        |        | 1       |
| Гвінея-Бісау (GBS)      |          |          | ×        |          | ×        |          |               |               |               |               |               |               |        |        |        |        |        |        | 2       |
| Німеччина (GER)         |          |          |          |          |          |          |               | ×             |               | ×             |               | ×             |        | ×      | ×      |        | ×      | ×      | 7       |
| Гондурас (HON)          |          |          |          |          |          |          |               |               |               |               |               |               | ×      |        |        |        |        |        | 1       |
| Греція (GRE)            |          |          |          |          |          |          |               |               |               |               |               |               |        | ×      |        |        |        |        | 1       |
| Грузія (GEO)            | ×        | ×        | ×        | ×        | ×        | ×        |               | ×             | ×             | ×             | ×             | ×             |        |        |        |        |        |        | 11      |
| Данія (DEN)             |          |          |          |          |          |          |               |               | ×             |               |               |               |        |        |        |        |        |        | 1       |
| Єгипет (EGY)            |          |          |          | ×        |          | ×        | ×             | ×             | ×             | ×             | ×             | ×             |        |        |        |        | ×      | ×      | 10      |
| Ізраїль (ISR)           |          |          |          |          |          |          |               |               |               |               |               |               |        |        |        |        | ×      |        | 1       |
| Індія (IND)             | ×        | ×        | ×        |          |          |          |               |               |               | ×             | ×             |               | ×      | ×      | ×      |        |        |        | 8       |
| Іран (IRI)              | ×        | ×        | ×        | ×        | ×        | ×        | ×             | ×             | ×             | ×             | ×             | ×             |        |        |        |        |        |        | 12      |
| Іспанія (ESP)           |          |          | ×        |          |          |          |               |               |               |               |               |               |        |        |        |        |        |        | 1       |
| Італія (ITA)            |          | ×        |          |          |          |          |               |               |               |               | ×             |               |        |        |        |        |        |        | 2       |
| Казахстан (KAZ)         | ×        |          | ×        | ×        | ×        | ×        | ×             |               | ×             |               |               | ×             | ×      |        |        | ×      | ×      | ×      | 12      |
| Камерун (CMR)           |          |          |          |          |          |          |               |               |               |               |               |               | ×      | ×      |        |        |        | ×      | 3       |
| Камбоджа (CAM)          |          |          |          |          |          |          |               |               |               |               |               |               | ×      |        |        |        |        |        | 1       |
| Канада (CAN)            |          | ×        |          |          |          | ×        |               |               |               |               |               |               | ×      | ×      | ×      | ×      | ×      | ×      | 8       |
| Киргизстан (KGZ)        |          |          |          |          | ×        | ×        | ×             | ×             |               |               |               | ×             |        |        | ×      |        |        |        | 6       |
| Китай (CHN)             |          | ×        |          | ×        |          | ×        | ×             |               | ×             | ×             | ×             | ×             | ×      | ×      |        | ×      | ×      | ×      | 13      |
| Колумбія (COL)          |          |          | ×        |          |          |          |               |               | ×             |               |               |               | ×      |        | ×      |        |        | ×      | 5       |
| Північна Корея (PRK)    | ×        |          |          |          |          |          | ×             |               |               |               |               |               | ×      | ×      |        |        |        |        | 4       |
| Куба (CUB)              | ×        | ×        | ×        | ×        | ×        |          | ×             | ×             | ×             |               | ×             | ×             |        |        |        |        |        |        | 10      |
| Латвія (LAT)            |          |          |          |          |          |          |               |               |               |               |               |               |        |        |        | ×      |        |        | 1       |
| Литва (LTU)             |          |          |          |          |          |          |               | ×             |               |               |               |               |        |        |        |        |        |        | 1       |
| Марокко (MAR)           | ×        |          |          |          |          |          | ×             |               | ×             |               |               |               |        |        |        |        |        |        | 3       |
| Мексика (MEX)           |          |          |          |          |          |          |               |               |               | ×             |               |               |        |        |        |        |        |        | 1       |
| Молдова (MDA)           |          |          | ×        |          | ×        |          |               |               |               |               |               |               |        |        | ×      |        |        |        | 3       |
| Монголія (MGL)          | ×        | ×        | ×        | ×        | ×        | ×        |               |               |               |               |               |               |        |        | ×      | ×      | ×      |        | 9       |
| Нігерія (NGR)           |          | ×        |          |          | ×        |          |               |               |               |               |               |               | ×      | ×      | ×      | ×      | ×      |        | 7       |
| Нідерланди (NED)        |          |          |          |          |          |          |               |               |               |               |               |               | ×      |        |        |        |        |        | 1       |
| Норвегія (NOR)          |          |          |          |          |          |          | ×             |               |               |               |               |               |        |        |        |        | ×      |        | 2       |
| Палау (PLW)             |          |          |          |          |          | ×        |               |               |               |               |               |               |        |        |        |        |        |        | 1       |
| Польща (POL)            |          |          |          | ×        | ×        | ×        |               |               |               |               |               |               | ×      | ×      |        | ×      | ×      |        | 7       |
| Пуерто-Рико (PUR)       |          | ×        |          | ×        |          |          |               |               |               |               |               |               |        |        |        |        |        |        | 2       |
| Росія (RUS)             | ×        | ×        | ×        | ×        | ×        | ×        | ×             | ×             | ×             | ×             | ×             | ×             | ×      |        | ×      | ×      | ×      | ×      | 17      |
| Румунія (ROU)           | ×        |          |          |          | ×        |          |               | ×             |               |               | ×             |               | ×      |        |        |        |        |        | 5       |
| Сенегал (SEN)           | ×        |          |          |          |          |          |               |               |               |               |               |               |        | ×      |        |        |        |        | 2       |
| Сербія (SRB)            |          |          |          |          |          |          | ×             | ×             | ×             |               |               |               |        |        |        |        |        |        | 3       |
| США (USA)               | ×        | ×        | ×        | ×        | ×        | ×        | ×             |               | ×             | ×             |               | ×             | ×      | ×      |        | ×      |        | ×      | 14      |
| Китайський Тайбей (TPE) |          |          |          |          |          |          |               |               |               |               |               |               |        |        |        |        | ×      |        | 1       |
| Туніс (TUN)             |          |          |          | ×        |          | ×        |               |               |               |               |               |               |        |        | ×      | ×      |        |        | 4       |
| Туреччина (TUR)         | ×        | ×        | ×        | ×        | ×        | ×        |               |               | ×             |               | ×             | ×             |        | ×      | ×      | ×      | ×      | ×      | 14      |
| Узбекистан (UZB)        | ×        | ×        | ×        |          | ×        |          | ×             |               | ×             | ×             |               | ×             |        |        |        |        |        |        | 8       |
| Україна (UKR)           |          |          |          |          | ×        | ×        |               |               |               | ×             | ×             | ×             |        | ×      |        | ×      | ×      | ×      | 9       |
| Фінляндія (FIN)         |          |          |          |          |          |          |               | ×             |               | ×             |               |               |        |        | ×      |        |        |        | 3       |
| Франція (FRA)           |          |          | ×        |          |          |          |               |               |               |               |               |               |        |        |        |        |        | ×      | 2       |
| Швеція (SWE)            |          |          |          |          |          |          |               |               |               | ×             | ×             | ×             |        | ×      | ×      | ×      | ×      |        | 7       |
| Еквадор (ECU)           |          |          |          |          |          |          | ×             |               |               |               |               |               |        |        | ×      |        |        |        | 2       |
| Естонія (EST)           |          |          |          |          |          |          |               |               |               |               | ×             | ×             |        |        |        |        |        | ×      | 3       |
| Південна Корея (KOR)    | ×        |          |          | ×        |          |          | ×             | ×             | ×             |               |               |               |        |        |        |        |        |        | 5       |
| Японія (JPN)            | ×        |          | ×        |          |          |          | ×             | ×             |               |               |               |               | ×      | ×      | ×      | ×      | ×      | ×      | 10      |
| ЗАГАЛОМ: 63 НОК         | 19       | 19       | 20       | 19       | 19       | 20       | 19            | 19            | 19            | 19            | 19            | 19            | 20     | 18     | 18     | 18     | 18     | 18     | 340     |

## Перебіг кваліфікації
| Змагання                                         | Дати               | Місце                |
| ------------------------------------------------ | ------------------ | -------------------- |
| Чемпіонат світу 2015                             | 7–15 вересня 2015  | Лас-Вегас, США       |
| Панамериканський кваліфікаційний турнір          | 4–6 березня 2016   | Фриско, США          |
| Азійський кваліфікаційний турнір                 | 18–20 березня 2016 | Астана, Казахстан    |
| Африканський і океанський кваліфікаційний турнір | 1–3 квітня 2016    | Алжир, Алжир         |
| Європейський кваліфікаційний турнір              | 15–17 квітня 2016  | Зренянин, Сербія     |
| Світовий кваліфікаційний турнір № 1              | 22–24 квітня 2016  | Улан-Батор, Монголія |
| Світовий кваліфікаційний турнір № 2              | 6–8 травня 2016    | Стамбул, Туреччина   |

## Вільна боротьба, чоловіки
- Місце за квотою надається відповідному НОК, а не спортсмену, що виборов його у кваліфікаційних змаганнях.

### 57 кг
| Змагання                                         | Місць | Спортсмени, що кваліфікувались |
| ------------------------------------------------ | ----- | --- |
| Чемпіонат світу 2015                             | 6     | Владімер Хінчегашвілі (GEO) Хассан Рахімі (IRI) Ерденебатин Бехбаяр (MGL) Віктор Лебедєв (RUS) Нуріслан Санаєв (KAZ) Чон Хак Чин (PRK) |
| Панамериканський кваліфікаційний турнір          | 2     | Йовліс Бонне (CUB) Тоні Рамос (USA) |
| Азійський кваліфікаційний турнір                 | 2     | Рей Хіґуті (JPN) Юн Джун Сік (KOR) |
| Африканський і океанський кваліфікаційний турнір | 2     | Адама Діатта (SEN) Шакір Ансарі (MAR)                                                                                                  |
| Європейський кваліфікаційний турнір              | 2     | Владімір Дубов (BUL) Гарнік Мнацаканян (ARM)                                                                                           |
| Світовий кваліфікаційний турнір № 1              | 3     | Іван Гуйдя (ROU) Мірджалал Хасанзада (AZE) Сандіп Томар (IND)                                                                          |
| Світовий кваліфікаційний турнір № 2              | 2     | Сулейман Атли (TUR) Аббос Рахмонов (UZB)                                                                                               |
| За запрошенням / Країна-господарка               | 0     | — |
| Загалом                                          | 19    | |

### 65 кг
| Змагання                                         | Місць | Спортсмени, що кваліфікувались |
| ------------------------------------------------ | ----- | --- |
| Чемпіонат світу 2015                             | 6     | Франк Чамісо (ITA) Іхтійор Наврузов (UZB) Рамонов Сослан Людвікович (RUS) Ахмад Мохаммаді (IRI) Ганзорігіїн Мандахнаран (MGL) Тогрул Асгаров (AZE) |
| Панамериканський кваліфікаційний турнір          | 2     | Алехандро Вальдес (CUB) Франклін Гомес (PUR) |
| Азійський кваліфікаційний турнір                 | 2     | Йогешвар Дутт (IND) Єрланбіке Катаї (CHN) |
| Африканський і океанський кваліфікаційний турнір | 2     | Амас Даніель (NGR) Сагіт Призрені (AUS) |
| Європейський кваліфікаційний турнір              | 2     | Зурабі Якобішвілі (GEO)[a] Давид Сафарян (ARM)[b]                                                                                                  |
| Світовий кваліфікаційний турнір № 1              | 3     | Адам Батиров (BRN) Якуп Гьор (TUR) Боріслав Новачков (BUL)[c]                                                                                      |
| Світовий кваліфікаційний турнір № 2              | 2     | Гайслан Гарсія (CAN) Франк Молінаро (USA)[d] |
| За запрошенням / Країна-господарка               | 0     | — |
| Загалом                                          | 19    | |

### 74 кг
| Змагання                                         | Місць | Спортсмени, що кваліфікувались |
| ------------------------------------------------ | ----- | --- |
| Чемпіонат світу 2015                             | 6     | Джордан Берроуз (USA) Пуревжавин Онорбат (MGL) Нарсінгх Панчам Ядав (IND) Аніуар Гедуєв (RUS) Зелімхан Хаджієв (FRA) Аліреза Гасемі (IRI) |
| Панамериканський кваліфікаційний турнір          | 2     | Ліван Лопес (CUB) Карлос Іск'єрдо (COL)                                                                                                   |
| Азійський кваліфікаційний турнір                 | 2     | Галімжан Усербаєв (KAZ) Сосуке Такатані (JPN)                                                                                             |
| Африканський і океанський кваліфікаційний турнір | 2     | Аугусто Мідана (GBS) Талгат Ільясов (AUS)                                                                                                 |
| Європейський кваліфікаційний турнір              | 2     | Джабраїл Гасанов (AZE) Якоб Макарашвілі (GEO)                                                                                             |
| Світовий кваліфікаційний турнір № 1              | 3     | Сонер Демірташ (TUR) Георгій Іванов (BUL) Євген Недялко (MDA)                                                                             |
| Світовий кваліфікаційний турнір № 2              | 2     | Бекзод Абдурахмонов (UZB) Таймураз Фрієв (ESP)                                                                                            |
| За запрошенням / Країна-господарка               | 1     | Аснаге Кастеллі (HAI) |
| Загалом                                          | 20    | |

### 86 кг
| Змагання                                         | Місць | Спортсмени, що кваліфікувались |
| ------------------------------------------------ | ----- | --- |
| Чемпіонат світу 2015                             | 6     | Абдулрашид Садулаєв (RUS) Селім Яшар (TUR) Сандро Амінашвілі (GEO) Аліреза Карімі (IRI) Магомедгаджі Хатієв (AZE) Михаїл Ганєв (BUL) |
| Панамериканський кваліфікаційний турнір          | 2     | Рейнеріс Салас (CUB) Хайме Еспіналь (PUR)                                                                                            |
| Азійський кваліфікаційний турнір                 | 2     | Оргодолин Уйтумен (MGL) Аслан Кахідзе (KAZ)                                                                                          |
| Африканський і океанський кваліфікаційний турнір | 2     | Мохамед Заглул (EGY) Мохамед Саадауї (TUN)                                                                                           |
| Європейський кваліфікаційний турнір              | 2     | Іштван Вереб (HUN) Омаргаджі Магомедов (BLR)                                                                                         |
| Світовий кваліфікаційний турнір № 1              | 3     | Джейден Кокс (USA) Педро Себальйос (VEN) Збігнєв Барановський (POL)                                                                  |
| Світовий кваліфікаційний турнір № 2              | 2     | Бі Шеньфень (CHN) Кім Гван Ук (KOR)                                                                                                  |
| За запрошенням / Країна-господарка               | 0     | — |
| Загалом                                          | 19    | |

### 97 кг
| Змагання                                         | Місць | Спортсмени, що кваліфікувались                                                                                              |
| ------------------------------------------------ | ----- | --- |
| Чемпіонат світу 2015                             | 6     | Кайл Снайдер (USA) Абдусалам Гадісов (RUS) Хетаг Газюмов (AZE) Павло Олійник (UKR) Елізбар Одікадзе (GEO) Аббас Таган (IRI) |
| Панамериканський кваліфікаційний турнір          | 2     | Хав'єр Кортіна (CUB) Хосе Даніель Діас (VEN)                                                                                |
| Азійський кваліфікаційний турнір                 | 2     | Магомед Мусаєв (KGZ) Мамед Ібрагімов (KAZ)                                                                                  |
| Африканський і океанський кваліфікаційний турнір | 2     | Сосо Тамарау (NGR) Бедопасса Буассат (GBS)[e]                                                                               |
| Європейський кваліфікаційний турнір              | 2     | Радослав Баран (POL) Ібрагім Болукбаші (TUR)                                                                                |
| Світовий кваліфікаційний турнір № 1              | 3     | Георгій Кетоєв (ARM) Магомед Ібрагімов (UZB) Микола Чебан (MDA)                                                             |
| Світовий кваліфікаційний турнір № 2              | 2     | Альберт Сарітов (ROU) Доржхандин Хюдербулга (MGL)                                                                           |
| За запрошенням / Країна-господарка               | 0     | — |
| Загалом                                          | 19    | |

### 125 кг
| Змагання                                         | Місць | Спортсмени, що кваліфікувались |
| ------------------------------------------------ | ----- | --- |
| Чемпіонат світу 2015                             | 6     | Таха Акгюль (TUR) Джамаладдін Магомедов (AZE) Гено Петріашвілі (GEO) Білял Махов (RUS) Жаргалсайхани Чулуунбат (MGL) Леван Беріанідзе (ARM) |
| Панамериканський кваліфікаційний турнір          | 2     | Тервел Длагнєв (USA) Корі Джарвіс (CAN) |
| Азійський кваліфікаційний турнір                 | 2     | Комейл Гасемі (IRI) Даулет Шабанбай (KAZ)                                                                                                   |
| Африканський і океанський кваліфікаційний турнір | 2     | Діяелдін Камаль (EGY) Слім Трабелсі (TUN)                                                                                                   |
| Європейський кваліфікаційний турнір              | 2     | Любен Ілієв (BUL)[f] Лігеті Даніель (HUN)[g]                                                                                                |
| Світовий кваліфікаційний турнір № 1              | 3     | Ден Чживей (CHN) Роберт Баран (POL) Аяал Лазарев (KGZ)                                                                                      |
| Світовий кваліфікаційний турнір № 2              | 2     | Олександр Хоцянівський (UKR) Ібрагім Саїдов (BLR)                                                                                           |
| За запрошенням / Країна-господарка               | 1     | Флоріан Скіланг Теменгіл (PLW) |
| Загалом                                          | 20    | |

## Греко-римська боротьба, чоловіки
- Місце за квотою надається відповідному НОК, а не спортсмену, що виборов його у кваліфікаційних змаганнях.

### 59 кг
| Змагання                                         | Місць | Спортсмени, що кваліфікувались                                                                                             |
| ------------------------------------------------ | ----- | --- |
| Чемпіонат світу 2015                             | 6     | Ісмаель Борреро (CUB) Ровшан Байрамов (AZE) Юн Вон Чол (PRK) Алмат Кебіспаєв (KAZ) Арсен Ералієв (KGZ) Сослан Дауров (BLR) |
| Панамериканський кваліфікаційний турнір          | 2     | Андрес Монтаньйо (ECU) Райбер Родрігес (VEN)                                                                               |
| Азійський кваліфікаційний турнір                 | 2     | Ван Лумінь (CHN) Сінобу Ота (JPN)                                                                                          |
| Африканський і океанський кваліфікаційний турнір | 2     | Хайтем Махмуд (EGY) Мехді Массауді (MAR)                                                                                   |
| Європейський кваліфікаційний турнір              | 2     | Санал Семенов (RUS) Християн Фріс (SRB)                                                                                    |
| Світовий кваліфікаційний турнір № 1              | 3     | Кім Син Хак (KOR) Стіг Андре Берге (NOR) Ельмурат Тасмурадов (UZB)                                                         |
| Світовий кваліфікаційний турнір № 2              | 2     | Гамід Сурян (IRI) Джессі Тільке (USA)                                                                                      |
| За запрошенням / Країна-господарка               | 0     | — |
| Загалом                                          | 19    | |

### 66 кг
| Змагання                                         | Місць | Спортсмени, що кваліфікувались                                                                                         |
| ------------------------------------------------ | ----- | --- |
| Чемпіонат світу 2015                             | 6     | Френк Стаблер (GER) Рю Хан Су (KOR) Давор Штефанек (SRB) Артем Сурков (RUS) Тарек Бенаїсса (ALG) Мігран Арутюнян (ARM) |
| Панамериканський кваліфікаційний турнір          | 2     | Вуйлейксіс Рівас (VEN) Мігель Мартінес (CUB)                                                                           |
| Азійський кваліфікаційний турнір                 | 2     | Томохіро Іноуе (JPN) Омід Норузі (IRI)                                                                                 |
| Африканський і океанський кваліфікаційний турнір | 2     | Адхам Ахмет Салех (EGY) Креґ Міллер (NZL)                                                                              |
| Європейський кваліфікаційний турнір              | 2     | Тамаш Лорінц (HUN) Шмагі Болквадзе (GEO)                                                                               |
| Світовий кваліфікаційний турнір № 1              | 3     | Йон Панаїт (ROU) Теро Вялімякі (FIN) Едгарас Венцкайтіс (LTU)                                                          |
| Світовий кваліфікаційний турнір № 2              | 2     | Расул Чунаєв (AZE) Руслан Царьов (KGZ)                                                                                 |
| За запрошенням / Країна-господарка               | 0     | — |
| Загалом                                          | 19    | |

### 75 кг
| Змагання                                         | Місць | Спортсмени, що кваліфікувались                                                                                          |
| ------------------------------------------------ | ----- | --- |
| Чемпіонат світу 2015                             | 6     | Роман Власов (RUS) Марк Мадсен (DEN) Енді Байсек (USA) Досжан Картіков (KAZ) Саєд Абдевалі (IRI) Ельвін Мурсалієв (AZE) |
| Панамериканський кваліфікаційний турнір          | 2     | Юрісанді Ернандес (CUB) Карлос Муньйос (COL)                                                                            |
| Азійський кваліфікаційний турнір                 | 2     | Кім Хьон У (KOR) Ділшод Турдієв (UZB)                                                                                   |
| Африканський і океанський кваліфікаційний турнір | 2     | Зієд Аєт Ікрам (MAR) Махмуд Фавзі (EGY)                                                                                 |
| Європейський кваліфікаційний турнір              | 2     | Віктор Немеш (SRB) Зураб Датунашвілі (GEO)                                                                              |
| Світовий кваліфікаційний турнір № 1              | 3     | Петер Бачі (HUN) Ян Бінь (CHN) Джулфалакян Арсен Левонович (ARM)                                                        |
| Світовий кваліфікаційний турнір № 2              | 2     | Сельджук Чебі (TUR) Даніель Александров (BUL)                                                                           |
| За запрошенням / Країна-господарка               | 0     | — |
| Загалом                                          | 19    | |

### 85 кг
| Змагання                                         | Місць | Спортсмени, що кваліфікувались                                                                                                  |
| ------------------------------------------------ | ----- | --- |
| Чемпіонат світу 2015                             | 6     | Жан Беленюк (UKR) Рустам Ассакалов (UZB) Хабіболла Ахлагі (IRI) Саман Тахмасебі (AZE) Рамі Хієтаніємі (FIN) Віктор Лорінц (HUN) |
| Панамериканський кваліфікаційний турнір          | 2     | Джордан Холм (USA) Альфонсо Лейва (MEX)                                                                                         |
| Азійський кваліфікаційний турнір                 | 2     | Пенг Фей (CHN) Кенжеєв Жанарбек Салімбайович (KGZ)[i]                                                                           |
| Африканський і океанський кваліфікаційний турнір | 2     | Ахмед Отман (EGY) Едем Боуджемліне (ALG)                                                                                        |
| Європейський кваліфікаційний турнір              | 2     | Олексій Мішин (RUS) Ніколай Байряков (BUL)                                                                                      |
| Світовий кваліфікаційний турнір № 1              | 3     | Джавід Гамзатов (BLR) Максим Манукян (ARM) Закаріас Берг (SWE)                                                                  |
| Світовий кваліфікаційний турнір № 2              | 2     | Деніс Кудла (GER) Роберт Кобліашвілі (GEO)                                                                                      |
| За запрошенням / Країна-господарка               | 0     | — |
| Загалом                                          | 19    | |

### 98 кг
| Змагання                                         | Місць | Спортсмени, що кваліфікувались                                                                                                 |
| ------------------------------------------------ | ----- | --- |
| Чемпіонат світу 2015                             | 6     | Артур Алексанян (ARM) Гасем Резаеї (IRI) Іслам Магомедов (RUS) Дмитро Тимченко (UKR) Еліс Гурі (BUL) Алін Алексук Чюрарю (ROU) |
| Панамериканський кваліфікаційний турнір          | 2     | Ясмані Луго (CUB) Луїлліс Перес (VEN)                                                                                          |
| Азійський кваліфікаційний турнір                 | 2     | Сяо Ді (CHN) Хардіп Сінгх (IND)                                                                                                |
| Африканський і океанський кваліфікаційний турнір | 2     | Хамді Аль Саїд (EGY) Хемза Халуї (ALG)                                                                                         |
| Європейський кваліфікаційний турнір              | 2     | Ардо Арусаар (EST) Адам Варга (HUN)                                                                                            |
| Світовий кваліфікаційний турнір № 1              | 3     | Олександр Грабовик (BLR) Реваз Надареїшвілі (GEO) Фредрік Шон (SWE)                                                            |
| Світовий кваліфікаційний турнір № 2              | 2     | Дженк Ільдем (TUR) Дайгоро Тімончіні (ITA)                                                                                     |
| За запрошенням / Країна-господарка               | 0     | — |
| Total                                            | 19    | |

### 130 кг
| Змагання                                         | Місць | Спортсмени, що кваліфікувались                                                                                         |
| ------------------------------------------------ | ----- | --- |
| Чемпіонат світу 2015                             | 6     | Риза Каяалп (TUR) Міхайн Лопес (CUB) Олександр Чернецький (UKR) Білял Махов (RUS) Шаріаті Сабах (AZE) Роббі Сміт (USA) |
| Панамериканський кваліфікаційний турнір          | 2     | Ервін Карабальйо (VEN) Антуан Жауде (BRA)                                                                              |
| Азійський кваліфікаційний турнір                 | 2     | Нурмахан Тиналієв (KAZ) Мурат Рамонов (KGZ)                                                                            |
| Африканський і океанський кваліфікаційний турнір | 2     | Абделлатіф Мохамед (EGY) Іван Попов (AUS)                                                                              |
| Європейський кваліфікаційний турнір              | 2     | Гейкі Набі (EST) Едуард Попп (GER)                                                                                     |
| Світовий кваліфікаційний турнір № 1              | 3     | Амір Гасемі (IRI) Мен Цян (CHN) Мумінджон Абдуллаєв (UZB)                                                              |
| Світовий кваліфікаційний турнір № 2              | 2     | Юган Еурен (SWE) Якоб Каджая (GEO)                                                                                     |
| За запрошенням / Країна-господарка               | 0     | — |
| Загалом                                          | 19    | |

## Вільна боротьба, жінки
- Місце за квотою надається відповідному НОК, а не спортсменці, що виборола його у кваліфікаційних змаганнях.

### 48 кг
| Змагання                                         | Місць | Спортсменки, що кваліфікувались                                                                                           |
| ------------------------------------------------ | ----- | --- |
| Чемпіонат світу 2015                             | 6     | Ері Тосака (JPN) Марія Стадник (AZE) Джессіка Блажка (NED) Женев'єв Моррісон (CAN) Лі Хуей (CHN) Валентина Ісламова (RUS) |
| Панамериканський кваліфікаційний турнір          | 2     | Кароліна Кастільйо Ідальго (COL) Патрісія Бермудес (ARG)                                                                  |
| Азійський кваліфікаційний турнір                 | 2     | Жулдиз Ешимова (KAZ) Ву Тхі Ханг (VIE)                                                                                    |
| Африканський і океанський кваліфікаційний турнір | 2     | Мерсі Дженезіз (NGR) Ребекка Муамбо (CMR)                                                                                 |
| Європейський кваліфікаційний турнір              | 2     | Еліца Янкова (BUL) Аліна Вуч (ROU)                                                                                        |
| Світовий кваліфікаційний турнір № 1              | 2     | Кім Хьон Гьон (PRK) Хейлі Аугелло (USA)                                                                                   |
| Світовий кваліфікаційний турнір № 2              | 2     | Вінеш Фогат (IND) Івона Матковська (POL)                                                                                  |
| За запрошенням / Країна-господарка               | 2     | Шов Сотеара (CAM) Бренда Бейлі (HON)                                                                                      |
| Загалом                                          | 20    | |

### 53 кг
| Змагання                                         | Місць | Спортсменки, що кваліфікувались                                                                                            |
| ------------------------------------------------ | ----- | --- |
| Чемпіонат світу 2015                             | 6     | Саорі Йосіда (JPN) Софія Маттссон (SWE) Чон Мьон Сок (PRK) Одунайо Адекуороє (NGR) Анжела Дороган (AZE) Чжун Сюечунь (CHN) |
| Панамериканський кваліфікаційний турнір          | 2     | Джилліан Галлейс (CAN) Бетзабет Аргуелло (VEN)                                                                             |
| Азійський кваліфікаційний турнір                 | 2     | Нгуєн Тхі Луа (VIE) Бабіта Кумарі (IND)[j]                                                                                 |
| Африканський і океанський кваліфікаційний турнір | 2     | Ізабель Самбу (SEN) Джозеф Ессомбе (CMR)                                                                                   |
| Європейський кваліфікаційний турнір              | 2     | Катажина Кравчик (POL) Ніна Хеммер (GER)                                                                                   |
| Світовий кваліфікаційний турнір № 1              | 2     | Гелен Мароуліс (USA) Марія Преволаракі (GRE)                                                                               |
| Світовий кваліфікаційний турнір № 2              | 2     | Юлія Халваджи (UKR) Бедіха Гюн (TUR)                                                                                       |
| За запрошенням / Країна-господарка               | 0     | — |
| Загалом                                          | 18    | |

### 58 кг
| Змагання                                         | Місць | Спортсменки, що кваліфікувались                                                                                              |
| ------------------------------------------------ | ----- | --- |
| Чемпіонат світу 2015                             | 6     | Каорі Ітьо (JPN) Петра Оллі (FIN) Еліф Жалі Ешильирмак (TUR) Юлія Раткевич (AZE) Жаклін Рентерія (COL) Юганна Маттссон (SWE) |
| Панамериканський кваліфікаційний турнір          | 2     | Мішель Фаззарі (CAN) Джойс Сілва (BRA)                                                                                       |
| Азійський кваліфікаційний турнір                 | 2     | Айсулуу Тинибекова (KGZ) Пуревдорджийн Орхон (MGL)                                                                           |
| Африканський і океанський кваліфікаційний турнір | 2     | Марва Амрі (TUN) Амінат Аденії (NGR)                                                                                         |
| Європейський кваліфікаційний турнір              | 2     | Мімі Христова (BUL) Маріана Чердівара (MDA)[k]                                                                               |
| Світовий кваліфікаційний турнір № 1              | 2     | Ліссетте Антес (ECU) Луїза Німеш (GER)                                                                                       |
| Світовий кваліфікаційний турнір № 2              | 2     | Валерія Коблова (RUS) Сакші Малік (IND)                                                                                      |
| За запрошенням / Країна-господарка               | 0     | — |
| Загалом                                          | 18    | |

### 63 кг
| Змагання                                         | Місць | Спортсменки, що кваліфікувались |
| ------------------------------------------------ | ----- | --- |
| Чемпіонат світу 2015                             | 6     | Соронзонболдин Батцецег (MGL) Рісако Каваї (JPN) Юлія Ткач (UKR) Тайбе Юсейн (BUL) Брекстон Стоун-Пападопулос (CAN) Анастасія Григор'єва (LAT) |
| Панамериканський кваліфікаційний турнір          | 2     | Ерін Клодго (USA) Лаїс Нуньйос (BRA) |
| Азійський кваліфікаційний турнір                 | 2     | Ван Сяоцянь (CHN) Катерина Ларіонова (KAZ) |
| Африканський і океанський кваліфікаційний турнір | 2     | Хела Ріабі (TUN) Блессінг Оборудуду (NGR) |
| Європейський кваліфікаційний турнір              | 2     | Марія Мамашук (BLR) Анастасія Братчикова (RUS)                                                                                                 |
| Світовий кваліфікаційний турнір № 1              | 2     | Хафізе Шахін (TUR) Маріанна Састін (HUN) |
| Світовий кваліфікаційний турнір № 2              | 2     | Моніка Михалик (POL) Генна Юганссон (SWE) |
| За запрошенням / Країна-господарка               | 0     | — |
| Загалом                                          | 18    | |

### 69 кг
| Змагання                                         | Місць | Спортсменки, що кваліфікувались                                                                                            |
| ------------------------------------------------ | ----- | --- |
| Чемпіонат світу 2015                             | 6     | Наталія Воробйова (RUS) Чжоу Фен (CHN) Сара Досьо (JPN) Аліне Фоккен (GER) Очирбатин Насанбурмаа (MGL) Єнні Франссон (SWE) |
| Панамериканський кваліфікаційний турнір          | 2     | Дороті Їтс (CAN) Жилда Олівейра (BRA)                                                                                      |
| Азійський кваліфікаційний турнір                 | 2     | Ельміра Сиздикова (KAZ) Чень Вень Лін (TPE)                                                                                |
| Африканський і океанський кваліфікаційний турнір | 2     | Ханна Руебен (NGR) Енас Мостафа (EGY)                                                                                      |
| Європейський кваліфікаційний турнір              | 2     | Агнєшка Вєщек (POL) Бусе Тосун (TUR)                                                                                       |
| Світовий кваліфікаційний турнір № 1              | 2     | Ілана Кратиш (ISR) Марія Акоста (VEN)                                                                                      |
| Світовий кваліфікаційний турнір № 2              | 2     | Аліна Стадник (UKR) Сігне Марі Сторе (NOR)                                                                                 |
| За запрошенням / Країна-господарка               | 0     | — |
| Загалом                                          | 18    | |

### 75 кг
| Змагання                                         | Місць | Спортсменки, що кваліфікувались                                                                                               |
| ------------------------------------------------ | ----- | --- |
| Чемпіонат світу 2015                             | 6     | Аделіна Грей (USA) Чжоу Цянь (CHN) Епп Мяе (EST) Марзалюк Василиса Олександрівна (BLR) Андреа Олая (COL) Аліне Феррейра (BRA) |
| Панамериканський кваліфікаційний турнір          | 2     | Еріка Вібе (CAN) Джараміт Веффер (VEN)                                                                                        |
| Азійський кваліфікаційний турнір                 | 2     | Ріо Ватарі (JPN) Гюзель Манюрова (KAZ)                                                                                        |
| Африканський і океанський кваліфікаційний турнір | 2     | Аннабель Алі (CMR) Самар Амер (EGY)                                                                                           |
| Європейський кваліфікаційний турнір              | 2     | Ясемін Адар (TUR) Алла Черкасова (UKR)                                                                                        |
| Світовий кваліфікаційний турнір № 1              | 2     | Синтія Вескан (FRA) Жанетт Немет (HUN)                                                                                        |
| Світовий кваліфікаційний турнір № 2              | 2     | Катерина Букіна (RUS) Марія Зельмаєр (GER)                                                                                    |
| За запрошенням / Країна-господарка               | 0     | — |
| Загалом                                          | 18    | |

## Нотатки
- a b  Поляк Магомедмурад Гаджієв і українець Андрій Квятковський спочатку забезпечили місця для своїх країн у вільній боротьбі до 65 кг на Європейському кваліфікаційному турнірі, але їх результати анульовано через знайдений допінг мельдоній, а відповідні олімпійські ліцензії передано Грузії та Вірменії.[3]
- c  d  Грузія (Зураб Якобішвілі) спочатку завоювала місце у вільній боротьбі до 65 кг серед чоловіків. Але через знайдений допінг цю ліцензію передали Болгарії. У свою чергу невикористану квоту, яку Болгарія завоювала на світовому кваліфікаційному турнірі, передали США.[3][4]
- e  Єгиптянин Алі Гамді спочатку завоював квоту для своєї країни у вільній боротьбі до 97 кг. Але його допінг-проба дала позитивний результат і тому олімпійську ліцензію передали Гвінеї-Бісау.[3]
- f g  Білорус Юсуп Джалілов і українець Ален Засєєв спочатку завоювали олімпійські квоти для своїх країн у категорії 125 кг. Але їхні допінг-проби дали позитивний результат на мельдоній, тому ці ліцензії передали відповідно Болгарії та Угорщині.[3]
- h  Угорець Даніель Лігеті спочатку завоював квоту для своєї країни у чоловічій вільній боротьбі до 125 кг. Але через допінг цю квоту мали передати болгарину Любену Ілієву. Однак Болгарія сама завоювала квоту на Європейському кваліфікаційному турнірі, тому її передали Киргизстану, спортсмен якого Аяал Лазарев фінішував четвертим на тому турнірі, де виступав угорець.[3]
- i  Киргиз Жанарбек Кенжеєв спочатку завоював квоту для своєї країни, але через порушення допінгу її передали Індії.[3] Згодом ліцензія киргизькому спортсмену була повернута.[5]
- j  Монголка Ерденечимегійн Сум'яа спочатку завоювала квоту для своєї країни в категорії 53 кг, але через порушення допінгу цю олімпійську ліцензію передали Індії.[3]
- k  Українка Оксана Гергель спочатку завоювала квоту в категорії 58 кг, але через порушення допінгу її передали Молдові.[3]